# 普兰巴赫基兴
普兰巴赫基兴是奥地利上奥地利州埃弗丁县的一个市镇。总面积28.8平方公里，总人口2815人，人口密度97.7人/平方公里（2005年）。